# Grand Dole
Le Grand Dole est une communauté d'agglomération française située dans le département du Jura, en Franche-Comté, dans la région administrative Bourgogne-Franche-Comté. Elle a été créée le 1er janvier 2008 par la fusion des deux communautés de communes Le Jura dolois et Le Jura entre la Serre et Chaux.
L'intercommunalité fait partie du pôle métropolitain Centre Franche-Comté.

## Historique
La communauté d'agglomération du Grand Dole a été créée le 1er janvier 2008 par la fusion de la communauté de communes Le Jura Dolois et la communauté de communes Le Jura entre la Serre et Chaux.
Deux communes hors de ces anciennes intercommunalités, Abergement-la-Ronce et Villers-Robert, l'ont intégrée lors de cette création.
Le 1er janvier 2017, les communes de Champagney, Pointre, Peintre, Moissey et Chevigny, issues de la communauté de communes Nord-Ouest Jura rejoignent la communauté d'agglomération.

## Territoire communautaire

### Composition
La communauté d'agglomération est composée des 47 communes suivantes :

| Nom                  | Code Insee | Gentilé           | Superficie (km2) | Population (dernière pop. légale) | Densité (hab./km2) |
| -------------------- | ---------- | ----------------- | ---------------- | --------------------------------- | ------------------ |
| Dole (siège)         | 39198      | Dolois            | 38,37            | 23 784 (2022)                     | 620                |
| Abergement-la-Ronce  | 39001      | Abergeois         | 7,12             | 832 (2022)                        | 117                |
| Amange               | 39008      | Amangeois         | 6,77             | 432 (2022)                        | 64                 |
| Archelange           | 39014      | Archelangeais     | 5,09             | 218 (2022)                        | 43                 |
| Audelange            | 39024      | Audelangeais      | 4,64             | 258 (2022)                        | 56                 |
| Aumur                | 39029      | Aumurois          | 9,22             | 389 (2022)                        | 42                 |
| Authume              | 39030      | Authumois         | 7,52             | 874 (2022)                        | 116                |
| Auxange              | 39031      |                   | 5,2              | 200 (2022)                        | 38                 |
| Baverans             | 39042      | Baverannais       | 3,41             | 498 (2022)                        | 146                |
| Biarne               | 39051      | Biarnais          | 6,21             | 436 (2022)                        | 70                 |
| Brevans              | 39078      | Brevannais        | 3,63             | 683 (2022)                        | 188                |
| Champagney           | 39096      |                   | 15,58            | 460 (2022)                        | 30                 |
| Champdivers          | 39099      | Chandevés         | 7,45             | 445 (2022)                        | 60                 |
| Champvans            | 39101      | Champvannais      | 14,22            | 1 460 (2022)                      | 103                |
| Châtenois            | 39121      | Castiniens        | 8,03             | 412 (2022)                        | 51                 |
| Chevigny             | 39141      | Chevignoulots     | 7,67             | 268 (2022)                        | 35                 |
| Choisey              | 39150      | Cabotins          | 7,64             | 1 002 (2022)                      | 131                |
| Crissey              | 39182      | Crissotins        | 4,81             | 685 (2022)                        | 142                |
| Damparis             | 39189      | Damparisiens      | 8,85             | 2 590 (2022)                      | 293                |
| Le Deschaux          | 39193      | Deschaliens       | 8,56             | 1 030 (2022)                      | 120                |
| Éclans-Nenon         | 39205      | Éclanais-Nenonais | 25,83            | 373 (2022)                        | 14                 |
| Falletans            | 39220      | Faltanais         | 24,35            | 399 (2022)                        | 16                 |
| Foucherans           | 39233      | Foucheranais      | 7,7              | 2 286 (2022)                      | 297                |
| Frasne-les-Meulières | 39238      | Frasnais          | 4,88             | 106 (2022)                        | 22                 |
| Gevry                | 39252      | Gevrotins         | 5,31             | 732 (2022)                        | 138                |
| Gredisans            | 39262      | Gredaillers       | 2,37             | 131 (2022)                        | 55                 |
| Jouhe                | 39270      | Jouhannais        | 5,96             | 537 (2022)                        | 90                 |
| Lavangeot            | 39284      |                   | 2,41             | 141 (2022)                        | 59                 |
| Lavans-lès-Dole      | 39285      | Lavantés          | 10,27            | 327 (2022)                        | 32                 |
| Malange              | 39308      | Malangeais        | 8,4              | 319 (2022)                        | 38                 |
| Menotey              | 39323      | Menoteyers        | 5,02             | 301 (2022)                        | 60                 |
| Moissey              | 39335      | Moisseyais        | 10,63            | 565 (2022)                        | 53                 |
| Monnières            | 39345      | Monniérois        | 2,06             | 390 (2022)                        | 189                |
| Nevy-lès-Dole        | 39387      |                   | 7,01             | 290 (2022)                        | 41                 |
| Parcey               | 39405      | Parcillons        | 8,94             | 1 023 (2022)                      | 114                |
| Peintre              | 39409      | Peintrais         | 6,34             | 134 (2022)                        | 21                 |
| Peseux               | 39412      | Pesotins          | 5,36             | 295 (2022)                        | 55                 |
| Pointre              | 39432      | Pointrés          | 6,54             | 126 (2022)                        | 19                 |
| Rainans              | 39449      | Rainantais        | 3,67             | 265 (2022)                        | 72                 |
| Rochefort-sur-Nenon  | 39462      | Rochefortains     | 10,2             | 692 (2022)                        | 68                 |
| Romange              | 39465      |                   | 5,49             | 214 (2022)                        | 39                 |
| Saint-Aubin          | 39476      | Saint-Aubinois    | 33,76            | 1 855 (2022)                      | 55                 |
| Sampans              | 39501      | Sampenois         | 7,58             | 1 114 (2022)                      | 147                |
| Tavaux               | 39526      | Tavellois         | 13,86            | 3 926 (2022)                      | 283                |
| Villers-Robert       | 39571      | Villerobertisses  | 10,13            | 240 (2022)                        | 24                 |
| Villette-lès-Dole    | 39573      | Villettois        | 4,59             | 798 (2022)                        | 174                |
| Vriange              | 39584      | Vriangers         | 5,78             | 162 (2022)                        | 28                 |

### Démographie
| 1968   | 1975   | 1982   | 1990   | 1999   | 2010   | 2015   | 2022   |
| ------ | ------ | ------ | ------ | ------ | ------ | ------ | ------ |
| 50 550 | 52 653 | 51 857 | 52 900 | 52 293 | 54 259 | 53 814 | 54 697 |

## Administration

### Siège
Le siège de la communauté d'agglomération est situé à Dole.

### Les élus
Le conseil communautaire de la communauté d'agglomération se compose de 84 conseillers, représentant chacune des communes membres et élus pour une durée de six ans.
Ils sont répartis comme suit :
| Nombre de conseillers | Communes                |
| --------------------- | ----------------------- |
| 30                    | Dole                    |
| 5                     | Tavaux                  |
| 3                     | Damparis                |
| 2                     | Foucherans, Saint-Aubin |
| 1 (+1 suppléant)      | les 42 autres communes  |

### Présidence
| Période | Période                   | Identité            | Étiquette   | Qualité                                                     |
| ------- | ------------------------- | ------------------- | ----------- | ----------------------------------------------------------- |
| 2008    | 2014                      | Claude Chalon       | PS          | Adjoint au maire de Dole                                    |
| 2014    | En cours (au 23 mai 2023) | Jean-Pascal Fichère | UMP puis LR | Conseiller municipal de Dole (rapporteur général du Budget) |

### Compétences
- Transport en commun : Le Grand Dole est l'autorité organisatrice du réseau Grandole Mobilités.

### Régime fiscal et budget
Le régime fiscal de la communauté d'agglomération est la fiscalité professionnelle unique (FPU).

## Projets et réalisations
En collaboration avec le projet de rénovation de la gare de Dole par la SNCF, la communauté d'agglomération y a créé entre 2016 et 2017 un pôle d'échange multimodal. Celui-ci avait pour objectif de faciliter l'accès à la gare pour les usagers, indépendamment de leurs moyens de transports. Ce projet a abouti à la construction d'un local à vélo sécurisé, d'une borne de recharge pour les véhicules électriques,  à l'établissement d'un service de location de vélo longue durée (V Dole), et enfin la création de cent nouvelles places de parking, dont deux couvertes.
Fin 2016, le grand Dole a également finalisé l'élaboration d'une bibliothèque numérique, permettant aux usagers du réseau des médiathèques d'emprunter des documents en ligne.